# Playa de Lapamán
La playa de Lapamán es un arenal situado entre los ayuntamientos pontevedreses de Marín y Bueu, en la ría de Pontevedra. 

## Descripción
La playa tiene una longitud de 800 metros y una arena fina y blanca. Limita al norte con la playa de A Coviña y al sur con la Playa de Covelo. Desde la playa se divisa muy de cerca el islote de San Clemente y se ve de frente Sanxenxo, Portonovo y el archipiélago de Ons, más allá de la Ría de Pontevedra.
Separada por un roquedo, está una parte de la playa conocida como Muiño Vello, sin acceso propio.
El acceso a la Playa de Lapamán se hace a través de unas escaleras de piedra. No tiene acceso para minusválidos. Se llega a ella por la PO-551, la carretera que une Marín y Bueu.
Pese a no contar con excesivos servicios, la ocupación en temporada estival es alta, contando durante el verano con cinco aparcamientos temporales en su alrededor y 5 chiringuitos a pie de la playa
El Ministerio de Medio Ambiente la define como "cómoda y agradable para su uso".
De las cuatro playas con servicio de socorristas en el ayuntamiento bueu en el año 2016, la mayor parte de las incidencias se concentran en Lapamán, con 416 intervenciones de los socorristas. Hasta 194 se debieron a picaduras de faneca y 84 por heridas. Fue en este arenal en el que los vigilantes tuvieron que realizar un rescate en el mar .https://www.google.es/amp/amp.farodevigo.es/portada-o-morrazo/2016/08/08/socorristas-bueu-atienden-22-incidencias/1512038.html?client=ms-android-orange-es
Se han tenido bastantes problemas a consecuencia de la pesca furtiva por parte de los barcos al no mantener la distancia de separación respecto a la línea de  costa.
http://www.farodevigo.es/portada-o-morrazo/2016/08/02/atribuyen-barco-pesca-aparicion-peces/1508750.html
La playa cuenta con bandera azul.
http://www.farodevigo.es/portada-o-morrazo/2016/07/27/lapaman-recupera-bandera-azul/1505328.html

## Ocio
Es habitual que aficionados al parapente aterricen en la Playa de Lapamán tras haber despegado en Chans, una explanada en lo alto de la parroquia de Cela, en Bueu.